# Sandbahn (Bergbau)

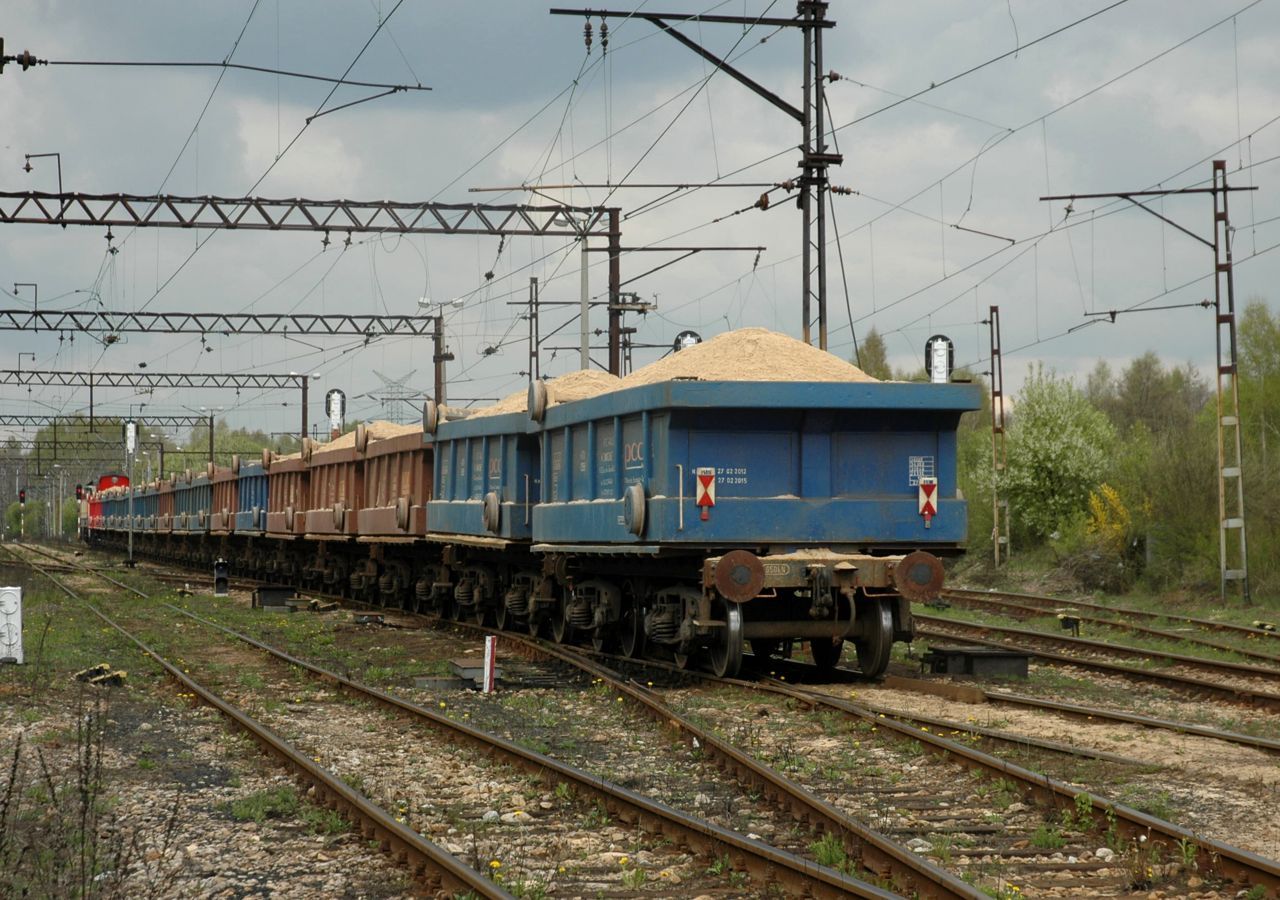
Sandzug im Bahnhof Szczakowa Północ, Oberschlesien (2010)

Eine Sandbahn ist eine Montanbahn, die die Aufgabe hat, die nötigen Versatzmaterialien für das Auffüllen ausgekohlter untertägiger Grubenbaue im Stein- und Braunkohlebergbau heranzuschaffen. Im Allgemeinen werden dafür Kiese und Sande verwendet, die in die stillgelegten Abbaufelder eingespült werden. Charakteristisch für diese Bahnen waren hohe Achslasten und der Einsatz von Lokomotiven, die für die Beförderung schwerster Züge auf kurzen Distanzen konzipiert waren. Sandbahnen existieren heute noch im Steinkohlebergbaugebiet in Oberschlesien.

## Allgemeine Grundlagen

Im Lugau-Oelsnitzer Revier erreichten die Geländesenkungen infolge des Bergbaues bis zu 17 Meter. Die Skulptur zeigt das ursprüngliche Niveau der Erdoberfläche. (2007)

Das übliche Verfahren im Untertagebergbau auf Kohle ist bis heute der Strebabbau, bei dem das im Gebirge lagernde Kohleflöz zur Gänze ausgeräumt wird. Danach wird das darüberliegende Deckgebirge kontrolliert zu Bruch gebracht. Dieser Bruch setzt sich im Laufe der Zeit bis zur Erdoberfläche fort. Im Endzustand kommt es zu einer Bergsenkung um den Betrag der Höhe des abgebauten Flözes. Bei sehr mächtigen Flözen können solche Bergsenkungen zehn Meter und mehr betragen. An der Erdoberfläche entstehen dann Gebäudeschäden, wie Risse oder Schrägstellungen. Typisches Merkmal solcher Gebiete sind auch abflusslose Senken, die etwa in bebauten Gebieten als Ewigkeitslast mit Pumpen auf Dauer entwässert werden müssen. Sind Flussläufe von Bergsenkungen betroffen, kann eine Störung der Vorflut entstehen. Ein jüngeres Beispiel dafür ist die Zeche Walsum bei Duisburg, die wegen möglicher Bergsenkungen unter dem Rhein aufgegeben wurde.
Einzige Möglichkeit solche Bergsenkungen zu vermindern, ist das Auffüllen der ausgekohlten Bereiche mit Abraum oder zugeführtem Versatzmaterial. Da der in der Grube anfallende Abraum in aller Regel nicht ausreicht, werden dafür meist Sande und Kiese verwendet, die von über Tage mit Wasser eingespült werden. Das ist allerdings nur dort möglich, wo diese Materialien in möglichst geringer Entfernung zum Bergwerk gewonnen werden können.
Die für den Transport des Versatzmaterials gebauten Eisenbahnen mussten für den Transport großer Mengen ausgelegt werden, wobei die gefahrene Geschwindigkeit keine Rolle spielte. Problematisch ist die große spezifische Dichte von Sand, die fast um das Doppelte höher als die der geförderten Kohle ist. Das erforderte in aller Regel die Anlage eigener Strecken, die zudem für sehr hohe Achslasten ausgelegt wurden.

## Sandbahnen nach Bergbaugebieten

### Nordböhmisches Becken
Im Nordböhmischen Becken betrieb nur die Gewerkschaft Brucher Kohlenwerke mit Sitz in Teplitz-Schönau (heute: Teplice) ab 1912 eine eigene Sandbahn. Diese als Brucher Sandbahn bekanntgewordene Strecke verlief von den Sandgruben bei Prohn (Braňany) zu den bei Bruch (Lom u Mostu) gelegenen Schächten. Die Strecke wurde von der Aussig-Teplitzer Eisenbahn (ATE) bzw. später den Tschechoslowakischen Staatsbahnen (ČSD) mit den Fahrzeugen des Bergwerkunternehmens betrieben. Mit der Umstellung der Kohleförderung im Nordböhmischen Becken auf Tagebaubetrieb nach dem Zweiten Weltkrieg wurde die Strecke funktionslos und aufgegeben.

### Oberschlesien

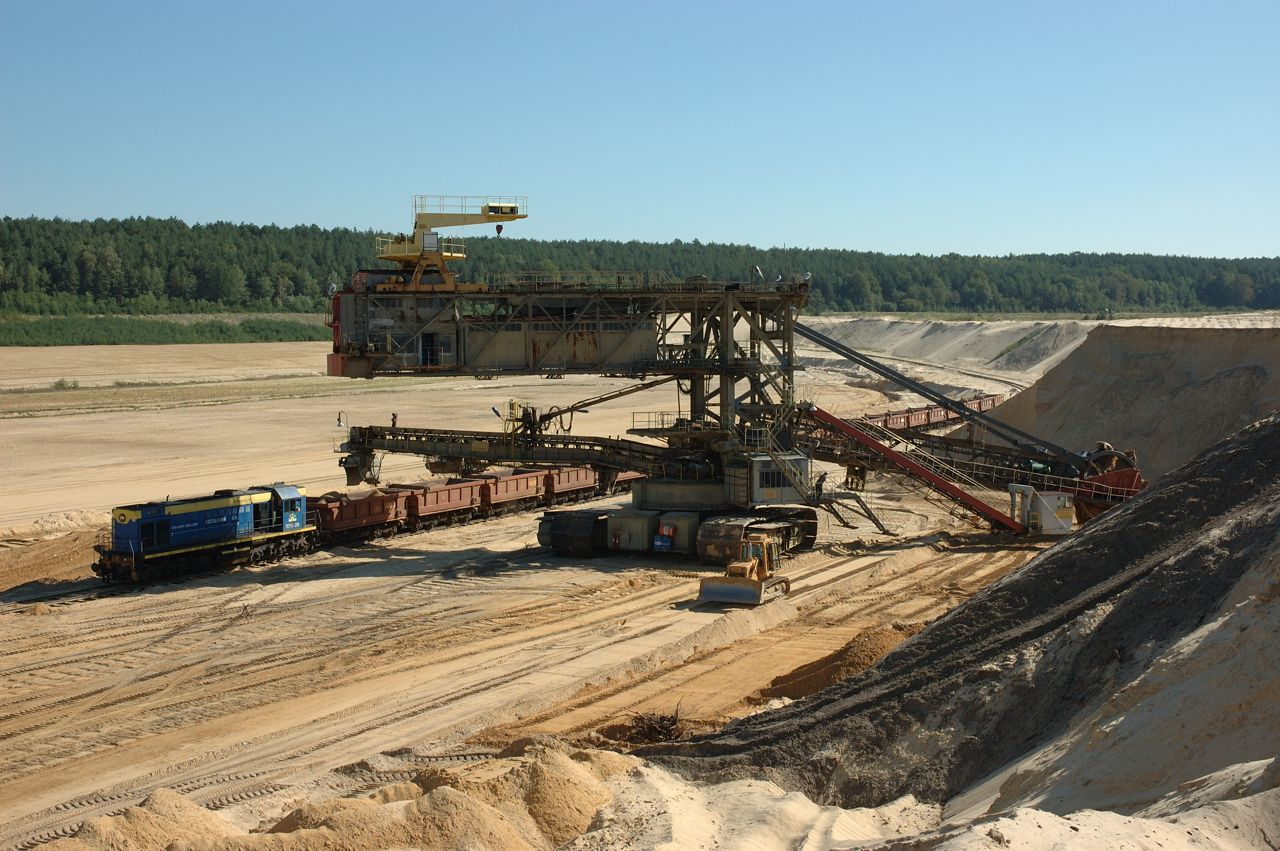
Beladung eines Zuges von PCC Rail in der Sandgrube Ciężkowice (2007)

Am weitesten verbreitet waren Sandbahnen im Oberschlesischen Steinkohlenrevier, wo solche Bahnen noch heute existieren. Vor 1945 bestanden im Oberschlesischen Revier folgende Sandbahngesellschaften:
- Sandbahngesellschaft des Grafen von Ballestrem (vorm. Sandbahngesellschaft der Gräfl. v. Ballestremsch'en und Borsig'schen Steinkohlenwerke)
- Sandbahn der Schaffgott'schen Werke
- Sandbahnen der Preußischen Hütten- und Bergwerks AG

Nach der Verstaatlichung aller oberschlesischen Bergwerke infolge des Zweiten Weltkrieges wurden die Sandbahnen 1950 im staatlichen Sandbahnbetrieb Przedsiębiorstwo Materiałów Podsadzkowych Przemysłu Węglowego (PMPPW) zusammengefasst. Diese Firma wurde erst 1991 wieder aufgelöst. Heute werden die Sandbahnen u. a. von den Nachfolgefirmen CTL Maczki-Bór und DB Cargo Polska (vorm. PCC Rail) betrieben.

### Zwickauer Revier

Ein Zug mit Selbstentladewagen und einer Tenderlokomotive der Gattung V T am Sandwerk Oberrothenbach (1909)

Im Zwickauer Steinkohlenrevier begann der Erzgebirgische Steinkohlenverein (EStAV) ab 1903 mit der Erschließung der Steinkohlenfelder unter der heutigen Zwickauer Altstadt. Zunächst wurde taubes Gestein aus der eigenen Förderung als Versatz verwendet, später nutzte man eine eigene Sandgrube bei Oberrothenbach zur Gewinnung von Spülsand. Die Verladestelle des Sandwerkes Oberrothenbach wurde an der schon vorhandenen Industriebahn Zwickau–Crossen–Mosel eingerichtet, so dass keine eigene Sandbahn gebaut werden musste. Ab 1909 beförderten die Königlich Sächsischen Staatseisenbahnen bzw. später die Deutsche Reichsbahn viermal täglich Versatzmaterial zur Entladestelle am Vertrauenschacht. Diese Verkehre endeten 1948 mit der Einstellung der Kohleförderung unter Zwickauer Stadtgebiet.

## Fahrzeuge

### Lokomotiven
Insbesondere zur Dampflokomotivzeit waren die auf den Sandbahnen eingesetzten Triebfahrzeuge meist  Sonderkonstruktionen, die auf die besonderen Einsatzbedingungen zugeschnitten waren. In vielen Fällen waren die gebauten Lokomotiven Schrittmotor der technischen Entwicklung im Dampflokomotivbau. So waren die 1912 für die Gewerkschaft Brucher Kohlenwerke in Nordböhmen gelieferten Dampflokomotiven die ersten fünffach gekuppelten Tenderlokomotiven in Österreich. Für die Gewerkschaft Altenberg in Oberschlesien entstand ein Lokomotivtyp, dessen Konstruktion später für die Tierklasse-Lokomotiven der Halberstadt-Blankenburger Eisenbahn und für die Preußische T 20 beispielgebend war. Die größten deutschen Tenderlokomotiven überhaupt waren Sandbahnlokomotiven. Diese Giganten mit fast 140 Tonnen Dienstmasse wurden 1936 mit den Nummern 8 und 9 an die Preußische Bergwerks- und Hütten AG in Oberschlesien geliefert.
Die polnische staatliche Sandbahn Przedsiębiorstwo Materiałów Podsadzkowych Przemysłu Węglowego (PMPPW) setzte dann nach dem Zweiten Weltkrieg auch normale Güterzug-Schlepptenderlokomotiven ein, die von den Polnischen Staatsbahnen (PKP) gebraucht erworben werden konnten. Erst in den 1980er Jahren kam es in Polen zu einem sukzessiven Traktionswechsel hin zu Diesel- und Elektrischen Lokomotiven, wofür ein Teil der Sandbahnen sogar mit dem 3-kV-Gleichstromsystem der PKP elektrifiziert wurden.

Lokomotive Nr. 001 der Gewerkschaft Brucher Kohlenwerke
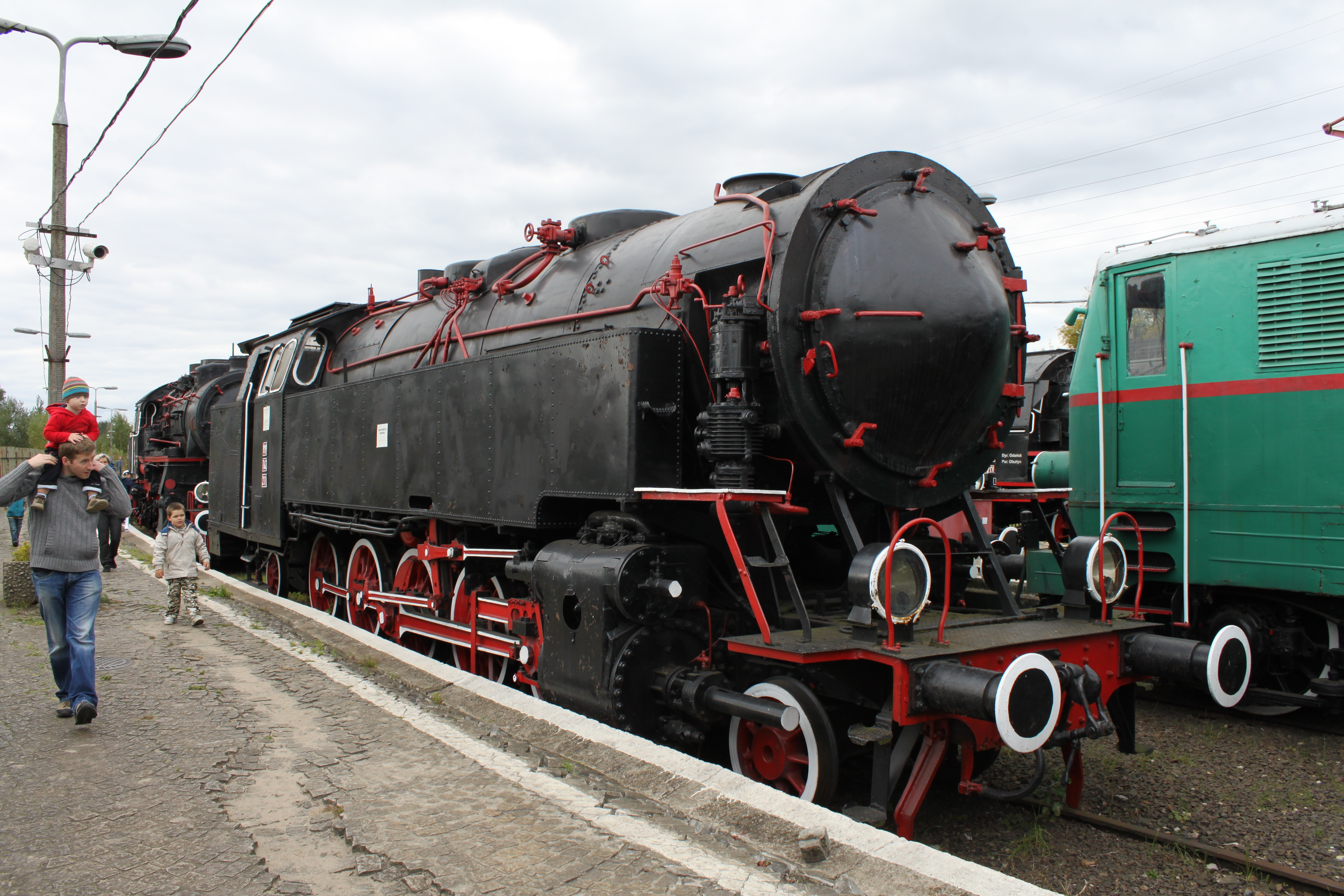
Lokomotive Nr. 9 der Sandbahngesellschaft des Grafen von Ballestrem
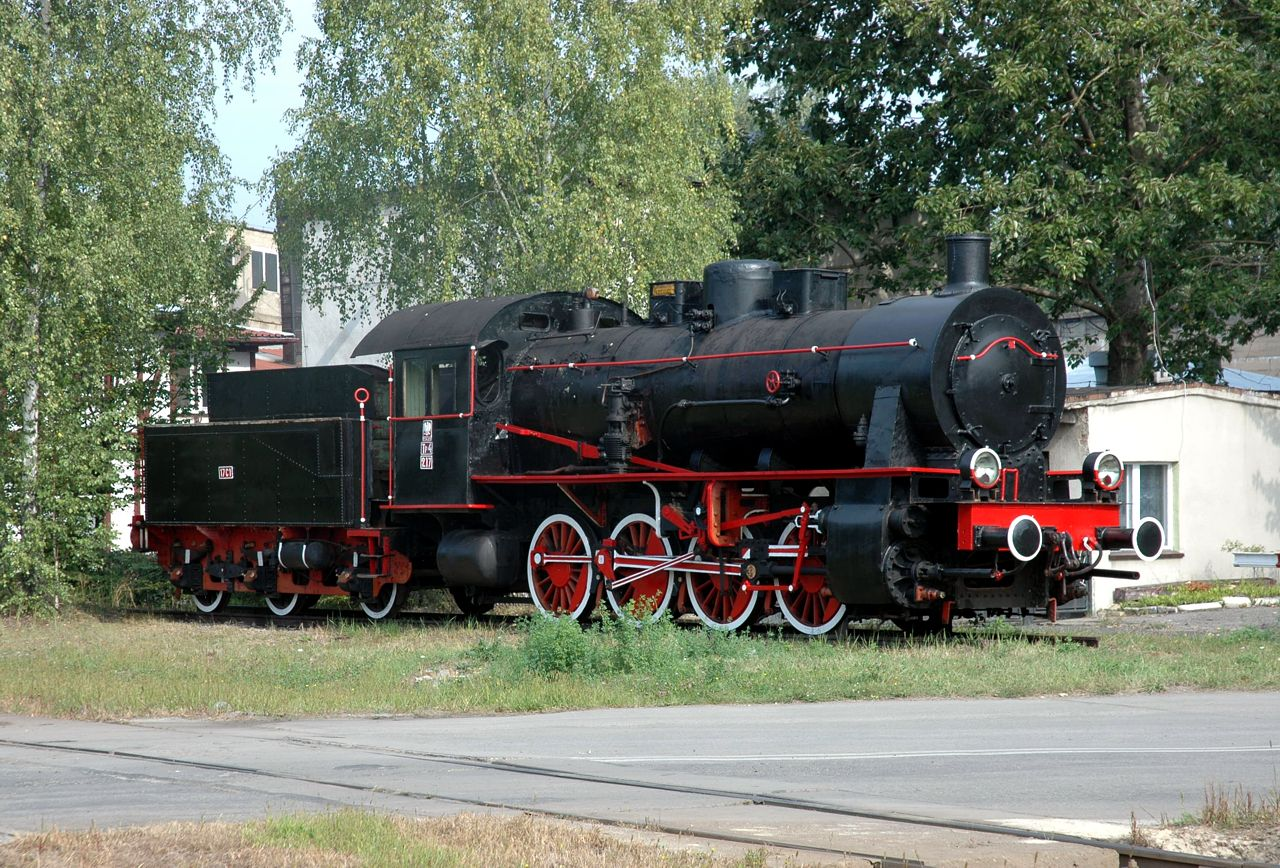
Die Tp4-217 (Preußische G 8.1) erwarben die PMPPW von den PKP
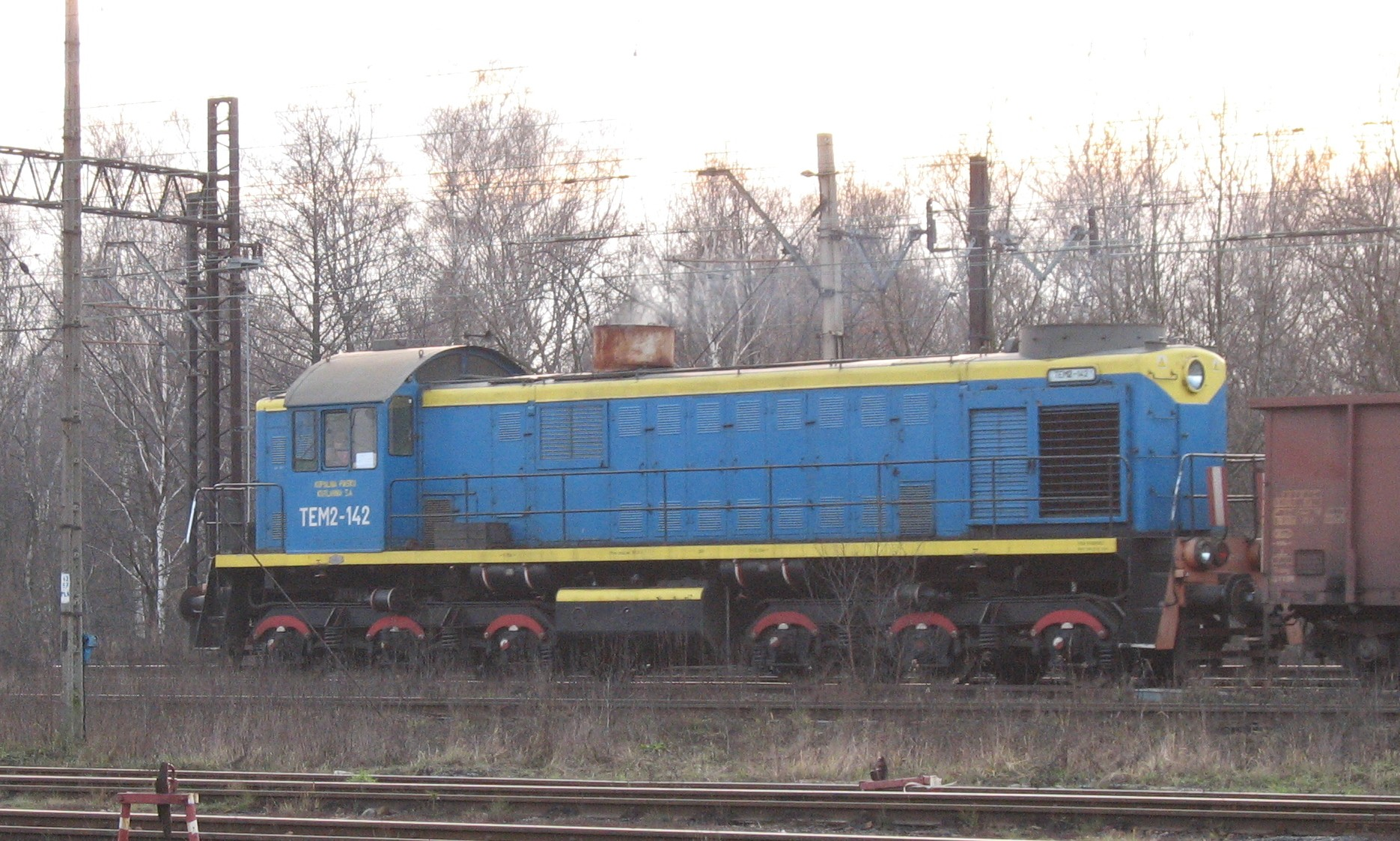
Diesellokomotive TEM2-142 der Kopalnia Piasku Kotlarnia